# Atypisk pneumoni
Atypisk pneumoni eller kold lungebetændelse er lungebetændelse, som ikke skyldes de almindelige årsager til pneumoni, men derimod en af de tre bakterier Legionella pneumophila, Chlamydophila pneumoniae og Mycoplasma pneumoniae. De to sidstnævnte forårsager relativt milde lungebetændelser, mens den førstnævnte er mere alvorlig. Termen blev introduceret i 1930'erne.
Der er tendens til færre symptomer end ved almindelig lungebetændelse, og det er vanskeligt at høre sig frem til en atypisk lungebetændelse med et stetoskop. Man har oftere mindre udtalt feber, hoste samt åndenød. I virkeligheden kan man hos den enkelte ikke bestemme, hvilken slags lungebetændelse der er tale om ud fra røntgenbilleder eller symptomer. Undersøgelser viser, at det lige så godt kan være en almindelig lungebetændelse, som det kan være en atypisk lungebetændelse, der hver især skal behandles med en forskellig type antibiotika – primært antibiotika der hæmmer proteinsyntesen såsom erythromycin.
Lungebetændelse forårsaget af Legionella pneumoniphila er den eneste kolde lungebetændelse, der ikke smitter fra person til person. Den optræder i epidemier og smitter via aerosoler fra aircondition eller fra andre vandanlæg, der er utilstrækkeligt kontrollerede. Er man ellers rask og har et godt immunforsvar, skal der større mængder af bakterien til for at blive syg, men er man immunsvækket, er man mere modtagelig. Legionella starter som en almindelig virus- eller luftvejsinfektion; man får feber og åndenød, hoster og føler sig utilpas, som havde man influenza. Disse symptomer gør sig også gældende ved de to andre former for kold lungebetændelse. Legionella kan til forskel fra de andre atypiske former oftere være dødelig.